# Trichomanes alatum
Trichomanes alatum är en hinnbräkenväxtart som beskrevs av Olof Peter Swartz. Trichomanes alatum ingår i släktet Trichomanes och familjen Hymenophyllaceae. Inga underarter finns listade.

## Bildgalleri

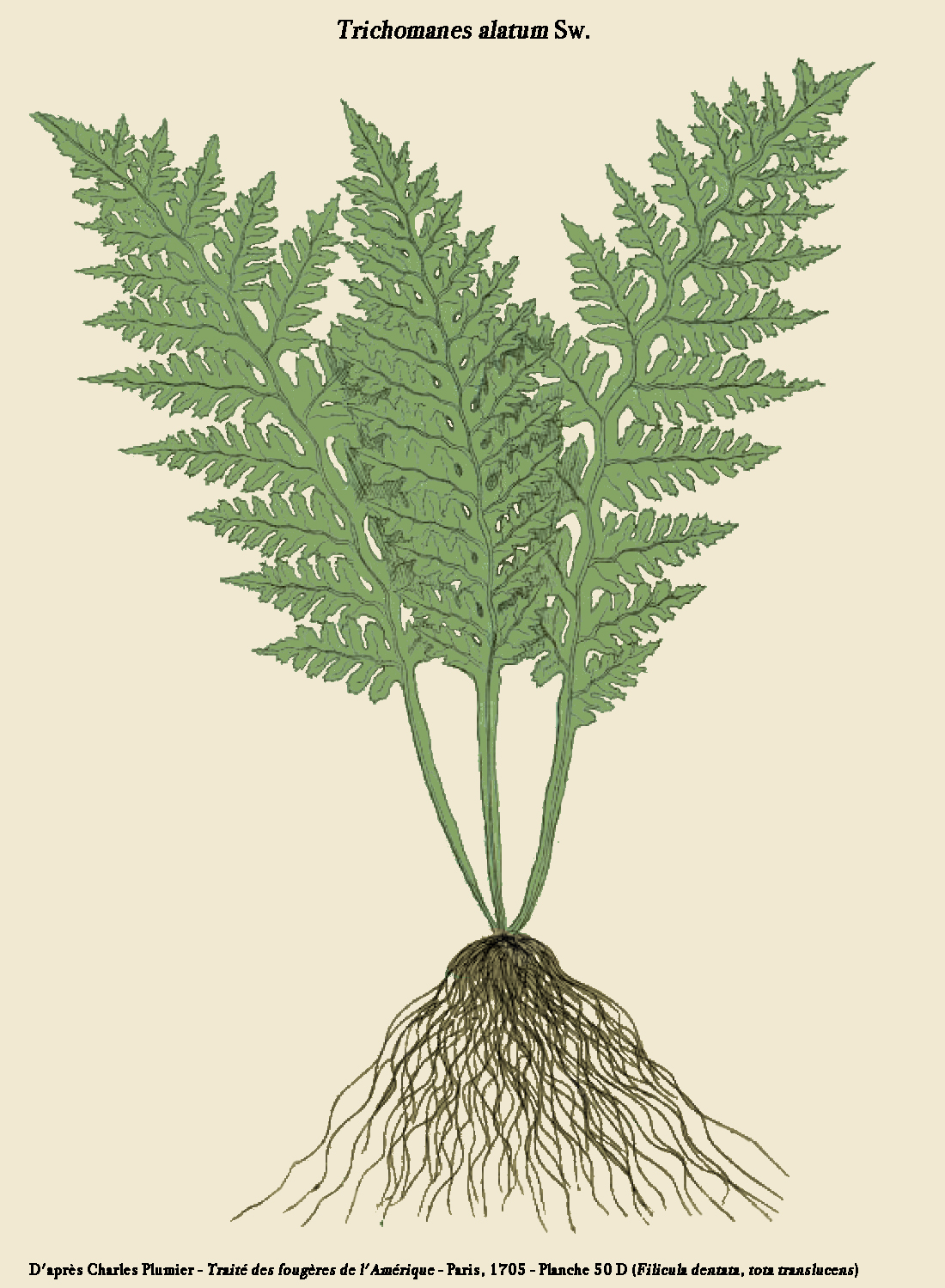
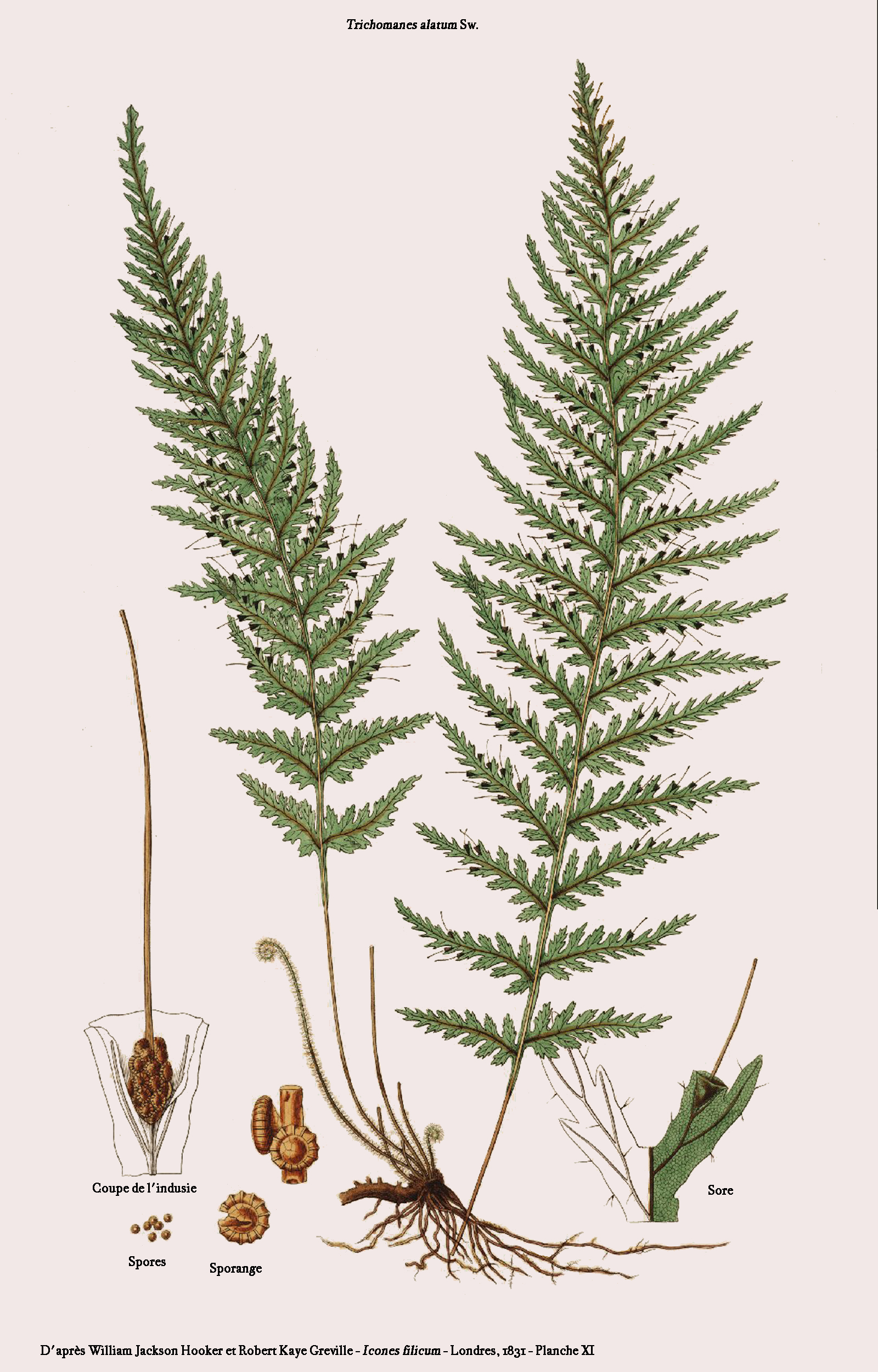